# 1 Wish
«1 Wish» — песня американской певицы Эйвы Макс, выпущенная 31 октября 2024 года лейблом Atlantic Records. Авторами выступили Макс, Phia, Рори Адамс и её продюсеры Ник Рут и Питер Ферн. Это её вторая рождественская песня «Christmas Without You».

## Выступления
Макс исполнила песню впервые на The Wonderful World of Disney: Holiday Spectacular, который был показан 1 декабря 2024 года на ABC. Она также исполнила кавер на песню «O Holy Night». 2 декабря она снова исполнила песню на Jimmy Kimmel Live!.

## Чарты
| Чарт (2024)                           | Высшая позиция |
| ------------------------------------- | -------------- |
| Hungary (Editors' Choice Top 40)      | 36             |
| New Zealand Hot Singles (RMNZ)        | 14             |
| Poland (Polish Airplay Top 100)       | 54             |
| Sweden Heatseeker (Sverigetopplistan) | 5              |

## История релиза
| Регион | Дата            | Формат(ы)                    | Лейбл    | Примечания |
| ------ | --------------- | ---------------------------- | -------- | ---------- |
| Разные | 31 октября 2024 | Цифровое скачивание стриминг | Atlantic | [ 8 ]      |
| Италия | 15 ноября 2024  | Радиоротация                 | Warner   | [ 9 ]      |